# لوكاس غوميز
لوكاس غوميز (بالإسبانية: Lucas Gómez)‏ هو لاعب كرة مضرب مكسيكي، ولد في 11 أغسطس 1995 في تيخوانا في المكسيك.

## وصلات خارجية
- لوكاس غوميز على موقع رابطة محترفي التنس (الإنجليزية)
- لوكاس غوميز على موقع الاتحاد الدولي لكرة المضرب (الإنجليزية)
- لوكاس غوميز على موقع كأس ديفيز (الإنجليزية)
- لوكاس غوميز على موقع خلاصة التنس.كوم (الإنجليزية)